# Ria-Mori (Aldeia, Maubisse)
Ria-Mori (Riamori, Rimori) ist eine osttimoresische Aldeia im Suco Maubisse (Verwaltungsamt Maubisse, Gemeinde Ainaro). 2015 lebten in der Aldeia 634 Menschen.

## Geographie und Einrichtungen

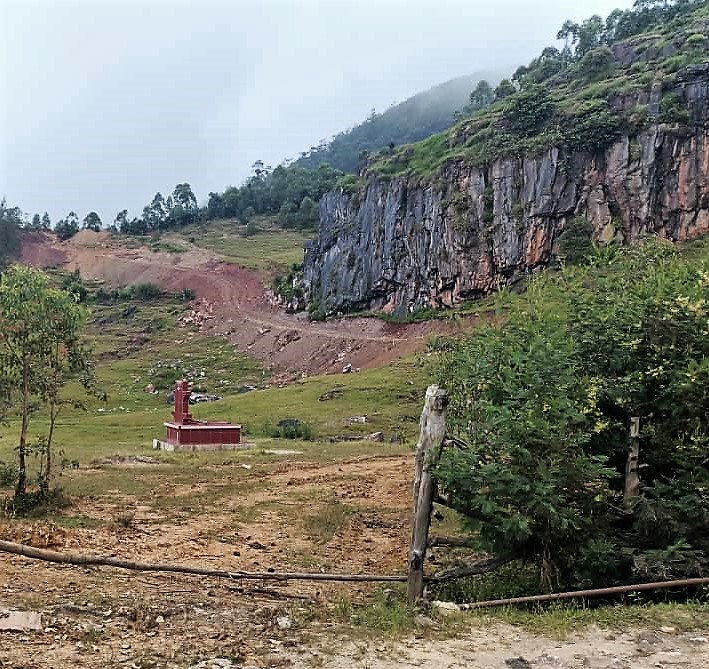
Fatin Parke im Norden der Aldeia Ria-Mori

Ria-Mori liegt im Südwesten des Sucos Maubisse. Nördlich befindet sich die Aldeia Goulala und südöstlich die Aldeia Cano-Rema. Im Süden grenzt Cano-Rema an den Suco Horai-Quic und im Westen an den Suco Liurai. Der Fluss Colihuno, ein Nebenfluss des Carauluns, fließt entlang eines Großteils der Grenze zu Horai-Quic.
Kleine Straße durchqueren die Aldeia. Im Südosten befindet sich das Dorf Ria-Mori, wo auch die Grundschule der Aldeia liegt.